# Александер-Моррисон
Национальный парк Александер-Моррисон (англ. Alexander Morrison National Park) — национальный парк в округе Средне-Западный штата Западная Австралия, расположенный в 207 км к северу от столицы штата Перта. Площадь парка составляет 85 км². Парк получил своё название по первому ботанику правительства Западной Австралии шотландскому учёному Александеру Моррисону.

## Описание
Парк площадью 8 500 га включает песчаные равнины и латеритные выходы над песчаниками и сланцами нижней юры формации Коклшелл-Галли. Песчаные пустоши являются преобладающим типом растительности, но в парке также есть обширные низменные леса и долины, типичные для этой местности, особенно в западных частях парка. Известными видами эвкалиптов в этом районе являются Eucalyptus accedens и Eucalyptus eudesmioides, в то время как пустоши богаты видами, типичными для этого региона, включая редкие виды, такие как кустарник Spirogardnera rubescens. Здесь также распространена северная разновидность Banksia vestita.

## История
Земля для национального парка была выделена Департаментом земель и обследований заповедников в мае 1969 года, а в 1970—1971 годах земли парка были классифицированы как заповедник класса «А» и перешли в Управление национальных парков Западной Австралии. Официальное название парк получил 8 октября 1971 года.
В 1974 году Управление по охране окружающей среды рекомендовало добавить в заповедник полосу свободной земли Кроун шириной в 1 км на южной стороне Грин-Хед-Корроу-роуд, однако это не было принято.